# Edyta Korotkin-Adamowska
Edyta Anna Korotkin-Adamowska (ur. 18 kwietnia 1972 w Kołobrzegu) – polska łuczniczka, olimpijka z Barcelony. Córka Wacława i Anny (z d. Rzempowska). Wielokrotna medalistka Mistrzostw Polski w Łucznictwie w wieloboju indywidualnym i drużynowym. Rozpoczęła swoją przygodę z łucznictwem w 1984, a już dwa lata później została powołana do kadry olimpijskiej. Przez dziesięć lat była reprezentantką kraju.
W latach 1984–1992 należała do klubu sportowego Kotwica Kołobrzeg, a od 1992 do 1996 do klubu Mewa Kołobrzeg. Jej trenerem był Stanisław Stuligłowa. Odznaczona brązowym medalem PKOL za zasługi dla polskiego ruchu olimpijskiego.
Ukończyła wyższe studia magisterskie o kierunku pedagogika w Gdańskiej Wyższej Szkole Humanistycznej. Instruktor rekreacji ruchowej (specjalność fitness). Zawód wykonywany: nauczyciel w szkole podstawowej. Jest mężatką i ma dwie córki: Agnieszkę (ur. 1999), Annę (ur. 2006). Mąż Adam Adamowski, były lekkoatleta.

## Osiągnięcia sportowe
- Uczestniczka Igrzysk Olimpijskich w Barcelonie 1992:
  - 32. miejsce (31. w rundzie eliminacyjnej) - wielobój indywidualny;
  - 16. miejsce (10. w rundzie eliminacyjnej) - wielobój drużynowy – razem z Iwoną Okrzesik-Kotajny i Joanną Nowicką.
- Uczestniczka Mistrzostwach Świata w Łucznictwie:
  - Szwajcaria Lozanna 1989 - (7 m. wielobój drużynowy)
  - Polska Kraków 1991 - (11 m. wielobój drużynowy)
  - Turcja Antalya 1993
- Uczestniczka Mistrzostw Europy w Łucznictwie:
  - Anglia ME Jun 1990 - (5 m. wielobój drużynowy, 25 m. indywidualnie)
  - Hiszpania Barcelona 1990 - (4 m. wielobój drużynowy)
  - Malta 1992 - (4 m. wielobój drużynowy)
  - Czechy Nymburg 1994 - (8 m. wielobój drużynowy, 24 m. indywidualnie)
- Mistrzostwa Polski w Łucznictwie:
  - MPJ Gdańsk 1986 - (1 m. indywidualnie)
  - MPJ Gdańsk 1987 - (1 m. wielobój drużynowy)
  - MPJ - (1 m indywidualnie)
  - MPS Poznan 1988 - (12 m. indywidualnie)
  - MPS Rzeszów 1989 - (1 m. wielobój drużynowy)
  - MPS Żywiec 1990 - (1 m. wielobój drużynowy, 5 m. indywidualnie)
  - MPS Kraków 1991 - (2 m. wielobój drużynowy, 4 m. indywidualnie)
  - MPS Warszawa 1992 - (1 m. wielobój drużynowy, 3 m. indywidualnie)
  - MPS Kołobrzeg 1993 - (2 m. indywidualnie)
  - MPS Łódź 1994 - (2 m. wielobój drużynowy, 6 m indywidualnie)
  - MPS Kołobrzeg 1995 - (10 m. indywidualnie)